# Christophoros af Grækenland
Prins Christophoros af Grækenland og Danmark (græsk: Πρίγκιπας Χριστόφορος της Ελλάδας και της Δανίας) (10. august 1888 – 21. januar 1940) var en græsk prins. Han var den yngste søn af Kong Georg 1. og Dronning Olga af Grækenland.
Gennem sin far var han barnebarn af Kong Christian 9. af Danmark, mens han gennem sin mor var oldebarn af Kejser Nikolaj 1. af Rusland. Han var desuden onkel til Prins Philip, hertug af Edinburgh, gift med Elizabeth 2. af Storbritannien.

## Biografi

### Fødsel og familie
Prins Christophoros blev født den 10. august 1888 på slottet Pavlovsk nær Sankt Petersborg under et af sin moders besøg hos hendes familie i Rusland. Han var søn af den danskfødte kong Georg 1. og dronning Olga af Grækenland, der var født som storfyrstinde af Rusland. Prins Christophoros, der blev kaldt Christo i familien, var deres ottende og yngste barn og 20 år yngre end deres første barn, Konstantin. 
Gennem sin far var Christophoros barnebarn af kong Christian 9. af Danmark (kaldet Europas svigerfar) i hans ægteskab med prinsesse Louise af Hessen-Kassel, mens han gennem sin mor var barnebarn af storfyrst Konstantin Nikolajevitj af Rusland, tidligere vicekonge af Polen, i hans ægteskab med prinsesse Alexandra af Sachsen-Altenburg. 
Prins Christophoros havde syv ældre søskende: Konstantin (der efterfulgte deres far som konge af Grækenland), Georg, Alexandra, Nikolaos, Maria, Olga (der døde som spæd) og Andreas.

### Opvækst
Prins Christophoros tilbragte sin barndom i Grækenland og voksede op sammen med sine seks søskende i Kongeslottet i Athen og på slottet Tatoi. Som forudsat i den græske forfatning blev børnene opdraget i den græsk-ortodokse tro i modsætning til deres far, der var forblevet lutheransk. Som sine søskende var han flersproget og lærte at tale græsk, engelsk, dansk, russisk, fransk og italiensk. Han talte græsk med sine søskende og engelsk med sine forældre, der imidlertid talte tysk med hinanden.
Den græske kongefamilie opretholdt tætte relationer med den danske kongefamilie, og Prins Christophoros deltog som barn og ung ofte ved de store familiesammenkomster i Danmark på Fredensborg Slot, ligesom han ofte besøgte sin mors familie i Rusland sammen med sin mor og søskende. Da han blev gammel nok, gik han ind i den græske flåde, selvom han helst ville studere klaverspil. Som ung mand blev han tilbudt ikke færre end tre troner – Portugal, Litauen og Albanien – men han sagde nej til dem alle.
Omkring 1910 var han kortvarigt hemmeligt forlovet med sin kusines datter, den engelske Prinsesse Alexandra, hvis mor Louise af Storbritannien, hertuginde af Fife var datter af Kong Edward 7. og Prins Christophoros' faster Dronning Alexandra af Storbritannien. Forlovelsen blev imidlertid ophævet på grund af familiens modstand mod forbindelsen. Prinsesse Alexandra blev efterfølgende gift med Prins Arthur af Connaught.

### Første ægteskab
Den 1. januar 1920 giftede han sig i Vevey i Schweiz med den stenrige amerikanske enke Nancy Stewart Worthington Leeds (1873–1923) efter seks års forlovelse. Hans brud havde været gift to gange tidligere og havde desuden et barn fra tidligere ægteskab. Hun havde arvet sin formue fra sin anden mand, en tinmillionær. Forbindelsen skabte en større skandale blandt den græske kongefamilies medlemmer, men til sidst accepterede de. Ægteskabet blev anerkendt som dynastisk, og hun tog titel og navn af Prinsesse Anastasia af Grækenland og Danmark. Accepten skyldtes sikkert også Nancys formue, som gjorde livet tåleligt for kongefamilien under dens eksil i 1920'erne.
Kort efter brylluppet udviklede prinsessen kræft, og hun døde i London den 29. august 1923 efter blot tre års ægteskab. Der blev ikke født børn i ægteskabet, men som konsekvens af brylluppet fik Prins Christophoros en stedsøn, William Bateman Leeds Jr. (1902–1971), som i 1921 giftede sig med hans niece Prinsesse Ksenija Georgijevna af Rusland, der var datter af Prins Christophoros' storesøster, Prinsesse Maria.

### Andet ægteskab
Fem et halvt år efter Prinsesse Anastasias død giftede Prins Christophoros sig igen med Prinsesse Françoise af Orléans (1902-1953), der var datter af den franske tronprætendent Prins Jean af Orléans, Hertug af Guise i hans ægteskab med Prinsesse Isabelle af Orléans. Brylluppet blev afholdt den 10. februar (borgerligt) og 11. februar (religiøst) 1929 i Palermo på Sicilien. Ægteskabet var uden børn i et årti, da Prins Christophoros og Prinsesse Françoise fik et barn, sønnen Prins Michael af Grækenland, der blev født den 7. januar 1939 i Rom.

### Død og begravelse
Prins Christophoros døde den 21. januar 1940 i Athen, kort efter sin søns fødsel og kun 51 år gammel. Han ligger begravet med Prinsesse Françoise på Den Kongelige Gravplads ved slottet Tatoi ved foden af Parnesbjerget lidt nord for Athen.